# 徳永功
徳永 功（とくなが いさお、1923年8月22日 - 2005年6月25日）は、日本の元検察官。熊本県生まれ。

## 略歴
- 1947年、東京帝国大学（東京大学）法学部卒業。後、検察庁、公安調査庁で働く。
- 1979年、函館地方検察庁検事正
- 1982年、奈良地方検察庁検事正
- 1983年、退官。その後公証人、弁護士を務める。
- 2003年、千葉県弁護士を辞職。
- 2005年6月25日、家族に見守られながら死去、行年81歳。

## 叙勲歴
- 1994年、勲二等瑞宝章受章、従三位

| スタブアイコン | サブスタブ | この項目は、まだ閲覧者の調べものの参照としては役立たない、人物に関連した書きかけの項目です。この項目を加筆・訂正などしてくださる協力者を求めています（P:人物伝/PJ:人物伝）。 |